# L'Anomalie
Pour les articles homonymes, voir Anomalie.
L'Anomalie est un roman d'Hervé Le Tellier publié le 20 août 2020 aux éditions Gallimard et ayant reçu le prix Goncourt la même année.

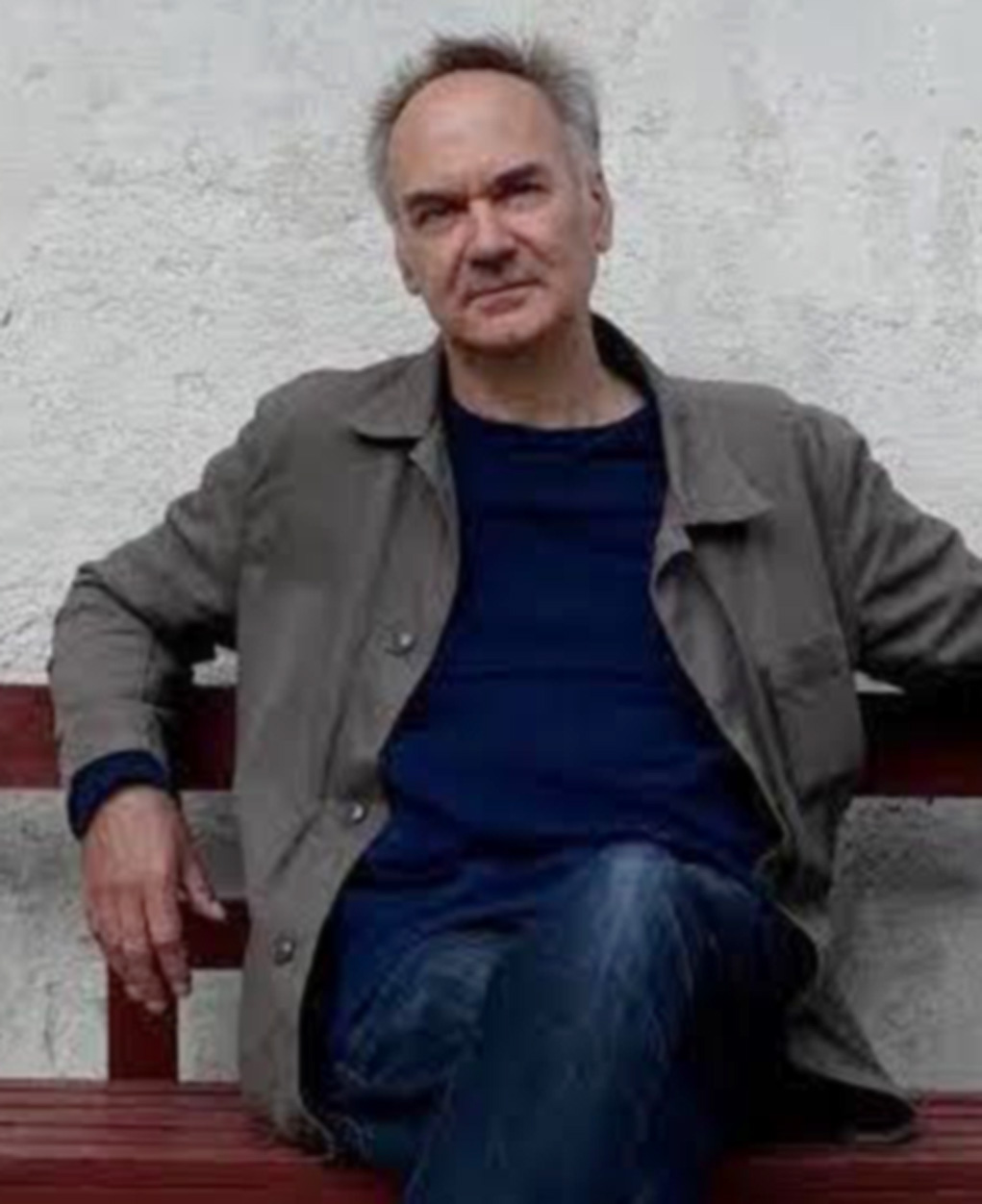
Hervé Le Tellier, en mars 2020.

## Historique
À sa sortie, le roman a été sélectionné pour les prix Goncourt, prix Renaudot, prix Médicis, prix Décembre, prix du roman Fnac et prix Wepler. Il obtient le prix Goncourt le 30 novembre 2020. Il est nommé en 2023 pour le prix Arthur-C.-Clarke britannique, qui couronne la meilleure œuvre de science-fiction publiée au Royaume-Uni.

## Résumé
Ce roman oulipien est structuré autour de trois parties, Aussi noir que le ciel, La vie est un songe dit-on, et La chanson du néant, trois extraits de poèmes de Raymond Queneau. La construction temporelle très élaborée des 50 premiers chapitres autour des dates d’atterrissage de deux vols d'un même Boeing, respectivement les 10 mars et 24 juin 2021, montre l'importance des événements qui peuvent se dérouler durant les 106 jours qui les séparent. Il pose, in fine, plusieurs questions sur la réalité du monde et la fiction.

## Style
Organisé comme un roman de romans, L'Anomalie commence par la présentation de plusieurs personnages, en autant de chapitres écrits selon les codes stylistiques de différents genres, du thriller au roman psychologique, de la littérature blanche au récit introspectif multipliant les monologues intérieurs. Le lecteur comprend rapidement qu'un événement, « l'anomalie » d'un vol Paris-New York en mars 2021, est le lien entre tous ces personnages. De plus, comme par effet de miroir, le livre qu’un des personnages écrit au cours du récit est aussi titré L'Anomalie.
Le Tellier est inspiré par « une science-fiction postmoderne, tendance « cyberpunk ». Son écriture est aussi influencée par celle des séries télévisées. Le roman est rempli d'allusions littéraires et délivre une série de messages critiques concernant notamment le monde de l'édition, la violence des guerres américaines, ou encore la haine de l'homosexualité en Afrique.
Le Tellier lui-même décrit son roman comme un « scoubidou », métaphore parlante quand on analyse la structure du livre comme l'entremêlement d'une dizaine d'histoires inégalement colorées de personnages embarqués dans un objet commun, à savoir le vol initial qui les a réunis.

## Personnages principaux
Le roman présente dans la première partie sept passagers et le commandant de bord du Boeing – qui, tous, verront leur existence fortement modifiée après le premier atterrissage –, ainsi que deux mathématiciens chargés de contribuer à résoudre le mystère des deux vols successifs. Par ordre d'apparition, le lecteur voit ainsi apparaître dix personnages dont il comprend peu à peu les imbrications.

### Blake
Tueur à gages méticuleux et prudent, mais sans état d'âme, la mort est son métier : "tuer quelqu’un, ça compte pour rien. Faut observer, surveiller, réfléchir, beaucoup". Français, il mène une double vie et vit à Paris avec une femme et deux enfants, quand il n'a pas à voyager sous des noms d'emprunt. Il se trouvera contraint d'éliminer son double afin de poursuivre son existence clivée.

### Victor Miesel
Écrivain sans succès qui se suicide juste après avoir envoyé son dernier roman titré L'Anomalie à son éditeur, lequel devient un livre culte. Le personnage serait inspiré de deux écrivains morts, dont Édouard Levé, et deux écrivains vivants, amis de Le Tellier. Hervé Le Tellier publie son portrait, illustré par Frédéric Rébéna, dans Libération, le 4 août 2021.

### Lucie Bogaert
Monteuse dans le cinéma, française. Sa relation avec André Vannier, architecte de trente ans son aîné, est dysfonctionnelle.

### David Markle
Pilote de ligne américain atteint d'un cancer du pancréas, détecté trop tard.

### Sophia Kleffman
Fillette de 6 ans, fille d'un soldat américain servant en Afghanistan et en Irak.

### Joanna Woods
Avocate américaine noire défendant une grande firme pharmaceutique.

### Slimboy
Chanteur nigérian homosexuel, las de vivre dans le mensonge. Il s'est fait connaître par une de ses chansons écrites lors de son vol vers New York. Le personnage serait inspiré de deux chanteurs nigérians célèbres Ckay et Joeboy connus pour leur succès mondial Love Nwantiti[réf. nécessaire]. La chanson Beginning de Joeboy aborde d'ailleurs discrètement la question de l'homosexualité.

### Adrian Miller
Mathématicien probabiliste, enseignant à Princeton, américain.

### Meredith Harper
Mathématicienne topologue, enseignante à Princeton, britannique.

### Jamy Pudlowski
Officier du FBI, responsable des « Opérations psychologiques », PsyOp.

### André Vannier
Architecte français, dirigeant de Vannier & Edelman. Son couple avec Lucie, qui a trente ans de moins que lui, est menacé.

## Le mystère final
La page finale du roman est en forme de calligramme. La dernière phrase laisse au lecteur un travail d’interprétation. Les lettres, en nombre décroissant, disparaissent de la page tandis que la largeur des lignes diminue jusqu’à ne plus comporter qu’un seul caractère. C’est une invitation à restituer un texte absent.
Les premiers mots se laissent aisément deviner : « et la tasse à café rouge de mar  e I  y  da   la ma   de   ctor » peut se lire « et la tasse à café rouge de marque Illy dans la main de Victor Miesel » la phrase suivante pourrait être : « et le diamant noir sur la bague d'Anne Vasseur ».
La suite est plus ardue. On y relève entre autres la suite de lettres u.l.c.é.r.a.t.i.o.n.s., un clin d’œil évident à la plaquette Ulcérations de Georges Perec, qui fut en 1974 la première publication de La Bibliothèque oulipienne. Quant aux trois dernières lettres, on peut les lire comme formant à la verticale le mot « fin ». Les cinq précédentes libèrent un autre sens encore, « sable fin », qui évoque la granularité du temps. Mais si ces dernières lignes en forme de sablier donnent une clé du roman, c'est une clé volontairement incomplète. Lors d'une table-ronde tenue le 14 mai 2021 à la Maison de la Poésie (Paris), Hervé Le Tellier et neuf des traducteurs de L'Anomalie ont longuement évoqué cette dernière page. Tout en confirmant l'existence d'un texte sous-jacent, l'auteur se refuse à le faire connaître, préférant laisser aux lecteurs et aux traducteurs le soin de reconstituer celui-ci.

## Tirage et traductions
Le 4 janvier 2021, le roman atteint un tirage de 820 000 exemplaires. Au cours d’un « café littéraire » organisé par le centre littéraire Escales des lettres le 16 avril 2021, en ligne, Hervé Le Tellier annonce que l'adaptation du roman en série télévisée est en cours. Le 6 mai 2021, le tirage d'un million d'exemplaires est déclaré par les éditions Gallimard et GfK ; ce chiffre constitue un seuil rarement atteint pour un roman lauréat du Goncourt.
Dès janvier 2021, trente-sept traductions étaient en cours de réalisation.
Mi-2022, le roman était traduit en 45 langues et vendus dans des pays comme les États-Unis, l’Allemagne, le Japon, le Danemark, mais aussi en Ouzbékistan, en Estonie ou en Arménie,,.
En juin 2022, le roman est publié au format poche chez Folio.

## Autour deL'Anomalie
L'écrivain Pascal Fioretto a pastiché ce roman dans L’Anomalie du train 006, paru chez Herodios, en juin 2021. Hervé Le Tellier en a écrit la préface.